# Adrapsoides reticulatis
Adrapsoides reticulatis là một loài bướm đêm trong họ Noctuidae.